# Tibériusz
A Tibériusz római nemzetségnévből vált férfikeresztnévvé, jelentése (a) Tiberis folyó melletti.

## Gyakorisága
Az 1990-es években szórványos név, a 2000-es években nem szerepel a 100 leggyakoribb férfinév között.

## Névnapok
- augusztus 11.[2]

## Híres Tibériuszok
Tiberius római császár